# Mariatxi Los Camperos
Els mariatxi Los Camperos o Los Camperos de Nati Cano és un grup de música mariatxi de Los Angeles, Califòrnia, el qual va ser originàriament liderat per Natividad "Nati" Cano.

## Guardons
| Any  | Premi  | Àlbum                | Categoria                                | Ref   |
| ---- | ------ | -------------------- | ---------------------------------------- | ----- |
| 2020 | Grammy | De ayer para siempre | Millor àlbum de música mexicana regional | [ 2 ] |